# Iridomyrmex bigi
Iridomyrmex bigi é uma espécie de formiga do gênero Iridomyrmex.